# Bittacus gressitti
Bittacus gressitti är en näbbsländeart som beskrevs av Cheng 1957. Bittacus gressitti ingår i släktet Bittacus och familjen styltsländor. Inga underarter finns listade i Catalogue of Life.